# Železniška postaja Kranj
Železniška postaja Kranj je ena izmed železniških postaj na železniški progi Ljubljana - Jesenice d.m. v Sloveniji, ki oskrbuje bližnje mesto Kranj.
Postaja je bila zgrajena leta 1870 po tipskem načrtu za Rudolfovo železnico in kasneje večkrat razširjena. Zdaj ima status kulturnega spomenika lokalnega pomena.